# Elsie Janis
Elsie Jane Bierbower (Columbus, 16 maart 1889 — Los Angeles, 26 februari 1956), later bekend als Elsie Janis, was een Amerikaanse zangeres, actrice, scenarioschrijver en songwriter.

## Jeugd
Ze werd geboren als dochter van John E. en Janis E. Bierbower. Na een optreden in de plaatselijke kerk op 2-jarige leeftijd werd haar talent opgemerkt. Op 5-jarige leeftijd werkte ze in het theater. Haar vader maakte ophef over de carrière van zijn jonge dochter. Hierdoor besloot haar moeder van hem te scheiden. Vanaf dat moment kwam de carrière van Janis van de grond.
Janis werd op 10-jarige leeftijd door president William McKinley uitgenodigd om op te treden op het White House Blue Room Gala van 1899. Janis zong er het liedje Break the News to Mother. Ze raakte geliefd onder het publiek en werd op 11-jarige leeftijd de ster van de show in de vaudeville. Ze werd regelmatig gecast tegenover de andere kindster Mary Pickford. Ze raakten met elkaar bevriend en werden levenslange vrienden.
Janis debuteerde in 1905 op Broadway, met de hoofdrol in het toneelstuk The Vanderbilt Cup. Janis werd een gerespecteerd zangeres en begon samen te werken met namen als Irving Berlin, Jerome Kern, Victor Herbert en Florenz Ziegfeld, Jr. (bij de Ziegfield Follies). Vijf jaar na haar debuut op Broadway begon ze haar eigen liedjes te schrijven.

## Zangeres
In 1914 werd Janis het hoofd van de pas opgerichte American Society of Composers, Authors and Publishers. Ze had inmiddels haar artiestennaam "Elsie Janis" veranderd naar haar echte naam. Ze beleefde in deze periode haar hoogtepunt. Niet alleen was ze de ster in verschillende toneelstukken op Broadway, ook maakte ze haar filmdebuut met de titelrol in The Caprices of Kitty (1915).
Toen de Eerste Wereldoorlog uitbrak, vertrok Janis als entertainer naar Frankrijk. Met haar moeder aan haar zijde deed ze 610 uitvoeringen in een periode van vijftien maanden. Hierna begon ze scripts te schrijven en werd ze auteur. In 1919 schreef ze Elsie and Her Gang. Ze was ook producer, regisseur van en artieste in de show. Daarnaast publiceerde ze zes boeken, bestaande uit een verzameling van gedichten.

## Nadagen
In haar latere carrière was Janis voornamelijk entertainer in ziekenhuizen. Ze schreef het script van onder andere Madam Satan (1930) en Reaching for the Moon (1930). In dat jaar overleed haar moeder. Een jaar later trouwde ze met Gilbert Wilson. In 1939 speelde ze in haar laatste toneelstuk en in 1940 in haar laatste film.
Janis stierf met haar hartsvriendin Pickford aan haar zijde.